# Ernst Busch (militar)
Ernst Busch (6 de julio de 1885 - 17 de julio de 1945) fue un mariscal de campo alemán durante la Segunda Guerra Mundial.

## Biografía
Nació en Essen-Steele (Alemania), y fue educado en la Academia de Cadetes Prusiana en Groß Lichterfelde (cerca de Berlín). Ingresó en el ejército alemán en 1904 y sirvió en el frente occidental durante la Primera Guerra Mundial. Se le otorgó la máxima condecoración prusiana, Pour le Mérite, en 1918. Tras la guerra, Busch permaneció en el Ejército (Reichswehr), siendo nombrado inspector de transporte de tropas en 1925. Fue ascendido a teniente coronel y se le otorgó el mando del 9.º Regimiento de Infantería.
Busch estuvo a las órdenes de Wilhelm List durante la Invasión de Polonia de 1939, y al año siguiente condujo el XVI Ejército durante la Batalla de Francia. El 15 de marzo de 1940, en una reunión de Hitler con los militares que iban a llevar a cabo la ofensiva sobre Francia, Busch se mostró contrario al plan de Guderian de cruzar el Mosa en Sedán y llegar al Canal de la Mancha. Pensaba que los franceses reaccionarían pronto y nunca cruzaría el Mosa. Hitler le otorgó la Cruz de Hierro por sus esfuerzos.
Murió en un campamento de prisioneros de guerra en Aldershot, Inglaterra.

### Operación Barbarroja
Busch tomó parte en la Operación Barbarroja y el 8 de septiembre de 1941 su XVI Ejército tomó Demiansk antes de tomar parte en el sitio de Leningrado. A pesar de un contraataque del Ejército Rojo, las tropas de Busch mantuvieron el frente desde Staraya Russa hasta Ostashkov. Después de una valiente defensa de su posición fue ascendido a mariscal de campo. Comandó el Grupo de Ejércitos Centro en 1943 y 1944 pero después de la desastrosa derrota de junio de 1944, fue destituido por Hitler a principios de julio de 1944 y remplazado por el mariscal Walther Model.
Busch fue llamado de nuevo al frente en marzo de 1945 cuando se convirtió en jefe del Grupo de Ejércitos Noroeste. Conjuntamente con Kurt Student y su 1.er Ejército de Paracaidistas, Busch tenía la tarea de intentar detener el avance del mariscal Bernard Montgomery y los Aliados hacia Alemania. Busch se rindió a Montgomery el 3 de mayo de 1945 y murió en un campamento de prisioneros en Aldershot, Inglaterra, el 17 de julio de 1945.

## Participación en Bielorrusia
Fue un criminal de guerra y creador de los poco conocidos campos de Bielorrusia donde internó forzadamente a la población civil, fundamentalmente ancianos, mujeres y niños, recluyéndolos a la intemperie sin ningún tipo de abrigo o refugio, debiendo vivir al raso. Trajo enfermos de tifus de hospitales para infectar a esos desgraciados con el propósito de que los soldados rusos al intentar ayudarles fueran contagiados. Como otros criminales de guerra alemanes, escapó al castigo, en este caso al morir en Inglaterra en 1945.[cita requerida]

## Condecoraciones
- Medalla Conmemorativa del 1 de octubre de 1938 con Barra "Ciudad de Praga"
- Medalla del Invierno en Rusia 1941/42
- Escudo de Demjansk
- Cruz de Honor de los Combatientes
- Insignia de Heridos (1918) en plata
- Cruz de Hierro (1914) de 1.ª y 2.ª Clase
- Cruz de Hierro (1939) de 1.ª y 2.ª Clase
- Cruz de Caballero de la Casa de Hohenzollern con Corona y Espadas
- Pour le Mérite
- Cruz de Caballero de la Cruz de Hierro con Hojas de Roble
- Cruz de Caballero (26-5-1940)
- Hojas de Roble (21-8-1943)